# 202 km (obwód zakarpacki)
202 km (ukr. 202 км) – przystanek kolejowy w miejscowości Kostryna, w rejonie użhorodzkim, w obwodzie zakarpackim, na Ukrainie. Położony jest na linii Sambor – Czop.